# Улица Стефана Яворского
Улица Стефана Яворского (укр. Вулиця Стефана Яворського) — улица города Нежина. Пролегает от улицы Гоголя до Набережной улицы. 
Примыкают улицы Гоголя, Богушевича, Гребёнки, Братьев Зосим.

## История
В 1921 году улица Стефана Яворского переименована на улица Луначарского — в честь российского революционера, советского государственного деятеля Анатолия Васильевича Луначарского. 
В доме № 3 размещалась редакция газеты «Під прапором Леніна»; в 1919 году начала издаваться газета под названием «Известия-Вісті», несколько раз сменялось название, с 1963 года — «Під прапором Леніна». В доме № 7 — центральная городская библиотека, в доме № 9 — один из учебных корпусов учебных курсов культурно-просветительского училища, в доме № 11 — школа № 1. На перекрёстке с Полесской улицей заметны остатки оборонного вала древнего города. 
Улице было возвращено историческое название — в честь епископа Русской православной церкви Стефана Яворского.

## Застройка
Улица пролегает в северо-западном направлении параллельно улице Небесной Сотни. Парная и непарная стороны улицы заняты усадебной, малоэтажной (2-этажные дома) жилой застройкой, комплексом сооружений Благовещенского монастыря.
Учреждения:
1. дом № 1 — Нежинский городской миграционный отдел
2. дом № 3 — Нежинский городской молодёжный центр
3. дом № 7 — центр предоставления административных услуг.

Памятники архитектуры, истории или монументального искусства:
1. дом № 2/10 — комплексом сооружений Благовещенского монастыря: Благовещенский собор, Петропавловская церковь с колокольней, игуменский корпус с трапезной, кельи
2. дом № 4 — Каменица — памятник архитектуры местного значения
3. дом № 3 — Кофейня М. В. Стефаньева  — памятник архитектуры местного значения
4. дом № 5 — Жилой дом — памятник архитектуры вновь выявленный
5. дом № 7 (5) — Синагога Золотницкого — памятник архитектуры местного значения
6. дом № 9 — Жилой дом — памятник архитектуры местного значения
7. дом № 11 — Жилой дом — памятник архитектуры вновь выявленный
8. сквер имени Н. В. Гоголя — Памятник Николаю Гоголю — памятник монументального искусства национального значения
9. сквер имени Н. В. Гоголя — Братская могила работников Нежинской милиции — 04.06.2019 снят с государственного учёта — истории местного значения